# 福尔考什·彼得
福尔考什·彼得（匈牙利語：Farkas Péter，1968年8月14日—），匈牙利男子摔跤运动员。他曾代表匈牙利参加1992年和1996年夏季奥林匹克运动会摔跤比赛，其中1992年奥运会获得一枚金牌。